# 北京市高级人民法院
39°54′10″N 116°25′54″E / 39.90282°N 116.43168°E
北京市高级人民法院是中华人民共和国北京市的高级人民法院，位于北京市朝阳区建国门南大街10号，现任院长为寇昉二级大法官。

## 沿革
1949年1月31日北平和平解放后，华北人民政府华北人民法院审判委员会副审判长王斐然与26名中国共产党党员在良乡成立了临时党支部，王斐然任支部书记，准备接管原中国国民党方面的北平地方法院的工作。1949年2月5日，中国人民解放军北平市军事管制委员会代表王斐然等第一批接管人员进驻北平地方法院，北平地方法院被解散。1949年2月6日，举办了原国民党北平地方法院及其检察处、河北高等法院及其检察处、最高法院华北分庭及其检察分署，以及看守所、第一监狱、第二监狱等机构人员的千人大会。北平市军事管制委员会代表王斐然在会上宣布，自即日起，国民党北平各法院印章停用，旧法院人员一律解职，准备办移交手续。
1949年3月15日，北平市人民政府任命王斐然为北平市人民法院院长。北平市人民法院地址是原司法部街72号。1949年3月18日，北平市人民法院举行成立大会，同时举行了接管国民党北平地方法院仪式。北平市人民法院院长王斐然在会上宣布，国民党在北平的司法机构的一切活动结束，北平市人民法院正式成立。4月1日，北平市人民法院按照人事、物资、档案3个组开展的接管工作基本完成。自此，北平市人民法院正式开始审判工作。1949年4月16日，中国共产党北平市人民法院支部成立。党支部共有66名中国共产党党员，王斐然任党支部书记，郑孟平任副书记，贺战军、马润生、栗发荣、张土清、郝玉堂任委员。当时中国共产党党员的身份和党支部的活动还是保密的，至1949年8月31日才举行党支部成立大会，按照中共北平市委组织部的统一部署，公开了党支部及党员名单。
1949年5月16日，北平市人民法院设立负责审判工作的审判委员会以及负责行政工作的秘书处。1949年5月29日，北平市人民法院举行全市各区人民政府司法干部联席会议，华北人民政府、华北人民法院、司法部、《人民日报》、《解放日报》、《大众日报》派员与会。北平市人民法院秘书处副处长马润生就执行《华北人民政府调解民间纠纷的决定》发言。会后北平市人民法院成立区调解工作指导组。1949年6月15日，中国人民解放军北平市军事管制委员会军法处成立，北平市人民法院院长王斐然兼任军法处处长。
1949年7月26日，北平市人民法院派出5人组成的巡回审判小组赴门头沟区巡回审判，受到群众欢迎，这是北平和平解放后首个巡回审判小组。1949年7月23日起，北平市人民法院对4000件积案加以清理，在此过程中，审判人员突破了“坐堂问案”审判模式，试行“集体调解”、“巡回审判”、“就地审判”等新审判方式。
1949年9月29日，北平市人民法院根据中国人民政治协商会议第一届全体会议关于“定都北平，改名北京”的决议，将北平市人民法院更名为北京市人民法院。
1949年12月15日，中央人民政府司法部命令将华北第一监狱移交北京市管辖。为此，北京市人民法院奉北京市人民政府令，接管华北第一监狱，12月29日接收完毕。1950年1月9日，北京市人民政府批准将华北第一监狱更名为北京市人民法院监狱，自2月9日起启用新印章。
1950年1月25日，北京市人民政府奉中央人民政府令，向北京市人民法院授铜印“北京市人民法院印”。1月27日起，北京市人民法院启用该新印。2月，北京市人民法院从司法部街72号迁到大四眼井10号。1950年2月，北京市人民法院决定成立财物鉴定委员会，负责案内财物鉴定工作。
1955年2月，中国人民解放军北京市军事管制委员会军法处撤销。审判工作向依照法定程序办案过渡。1954年到1956年，全市各级人民法院建立起公开审判、陪审、回避、辩护等审判制度。1954年10月，宣武区人民法院在北京市首次实行公开审判制度，允许群众旁听；同年11月，在最高人民法院、司法部联合举办的学习贯彻人民法院组织法的座谈会上，北京市人民法院作了公开审判案件的示范；1955年，司法部向全国各人民法院推广了北京市公开审判的经验:01-05。
1954年9月，《中华人民共和国宪法》、《中华人民共和国人民法院组织法》公布实施。1955年4月28日，北京市高级人民法院、北京市中级人民法院公告成立，全市审判机构从市、区两级人民法院改为高级、中级、基层三级人民法院。各级人民法院从隶属同级人民政府改为接受同级人民代表大会监督。
1957年反右运动中，北京市司法系统将一批司法干部划为“右派分子”，其中包括北京市高级人民法院院长、北京市中级人民法院院长（1980年，对上述人员的错划、错判均已改正）。1958年“大跃进”中，因推广司法工作“跃进”等做法，忽视法定审判程序，部分区、县人民法院与其他政法机构合署办公，导致办案质量下降。1959年，全市各级人民法院用8个月总结了中华人民共和国成立以来北京市司法工作经验，北京市高级人民法院据以编写出全市司法工作经验汇编。1961年8月，根据最高人民法院华北、东北片会精神以及中共北京市委关于检查案件的指示，全市各级人民法院对“大跃进”以来审判的3万余件刑事案件开展检查。1963年,第一次全国民事审判工作会议、第一次全国刑事审判工作会议先后召开，北京市各级人民法院贯彻执行会议精神。1959年9月到11月，北京市高级人民法院遵照国家主席刘少奇命令，分4批特赦确实改恶从善的罪犯834名:01-05。
1966年“文化大革命”爆发后，人民法院的组织机构、审判队伍、各项工作都遭严重破坏。1967年初，北京市高级人民法院、北京市中级人民法院被“夺权”:01-05。1967年2月11日，中华人民共和国公安部、北京卫戍区司令部发出布告，由北京卫戍区司令部接管北京市公安局，实行军管，正式成立“中囯人民解放军北京市公安局军事管制委员会”。1968年，全市各级人民法院被“军管”:01-05。中囯人民解放军北京市公安局军事管制委员会改为“中囯人民解放军北京市公法军事管制委员会”，对北京市公安、法院系统实行军管。全市各级人民法院被军管后，一批干部受到迫害，绝大多数审判人员被下放农村劳动。军管后，部分刑事案件由公安机关直接判处，或由公安机关连审带判，人民法院仅办手续。法定审判程序如陪审、上诉、辩护等完全废除，大搞“群审群判”，将群众会上揭发检举的材料不经查对便作为定案证据，甚至对受审人员诱供、指供、刑讯逼供，造成冤、假、错案。民事纠纷多推给当事人所在单位或街道“革命委员会”处理。在“清理阶级队伍”以及1970年“一打三反”运动中，很多干部群众被错误定罪判刑:01-05。
1973年8月，根据中共北京市委的决定，撤销军管，恢复北京市各级人民法院机构建制:01-05。部分法定审判程序被重新适用。1975年12月，遵照中共中央指示及全国人民代表大会常务委员会的决定，北京市高级人民法院宽大释放原国民党县团级以上党政军特人员7名:01-05。1977年，北京市高级人民法院、北京市中级人民法院迁入建筑面积9600平方米的新办公大楼:04-05。
1978年中共十一届三中全会召开后，从1979年起，全市各级人民法院根据中共十一届三中全会关于“平反假案、纠正错案、昭雪冤案”的决定，中共中央关于落实党的政策、解决历史遗留问题的部署，以及最高人民法院的指示精神，陆续复查“文化大革命”期间以及中华人民共和国成立后全市审判的国民党起义投诚人员、台胞台属、侨胞侨属、民主党派成员、高级知识分子、民族宗教界人士被判刑案件，以及可能错判的历史老案。至1987年5月完成该工作，共复查3.4万余件案件，改判纠正4600余件，并落实政策。1979年7月,《中华人民共和国刑法》、《中华人民共和国刑事诉讼法》颁布后，全市各级人民法院组织学习:01-05。
1987年，《中华人民共和国民法通则》实施后，全市各级人民法院不断学习总结。同期，全市开始建立行政审判庭。全市各级人民法院继续坚持“严打”方针。北京市中级人民法院和基层人民法院先后建立审理未成年人刑事案件合议庭，在审判中贯彻“教育、感化、挽救”的方针。1987年7月,北京铁路运输中级法院及北京、天津、太原、石家庄、大同、临汾共6个铁路运输基层法院的业务划归北京市高级人民法院指导监督。1988年，全市各级人民法院及时处理清理整顿公司引发的债务纠纷、农村经济体制改革中出现的承包合同纠纷等。自1988年起，北京市部分基层人民法院成立告诉申诉审判庭。1989年8月，最高人民法院、最高人民检察院《关于贪污、受贿、投机倒把等犯罪分子必须在期限内自首坦白的通告》发布后，北京市各级人民法院注意兑现政策、宽严相济，扩大反腐败成果。1983年至1989年之间，全市各级人民法院多次增编，并创办了全国法院干部业余法律大学北京分校:06-07。
1990年，北京市法院系统成立了北京市法官培训中心。人民法院档案部门引入微机技术。法医技术室加强队伍和技术建设。开始形成以审判矫治“少年犯”的成熟制度及做法。1990年5月，根据中共中央部署，全市各级人民法院再次严厉打击严重刑事犯罪活动。此后又开展各类专项打击，继续参加社会治安综合治理。1990年10月，《中华人民共和国行政诉讼法》，全市各级人民法院依法受理行政诉讼案件。1991年4月,《中华人民共和国民事诉讼法》颁布实施，北京市高级人民法院连续制定下发文件，供北京市各级人民法院在审判中参照执行。1991年，北京市高级人民法院、北京市中级人民法院再迁新办公大楼，建筑面积3万多平方米:06-07。
1992年中共中央提出建立社会主义市场经济体制的目标之后，北京市根据第16次全国法院工作会议精神，开始民事审判方式改革。1993年8月，中共中央作出关于加强反腐败斗争的决策后，北京市各级人民法院依法严厉打击贪污、受贿等严重破坏经济的犯罪活动，抓好经济犯罪大案要案审判。同年，北京市高级人民法院、北京市中级人民法院在全国率先设立知识产权审判庭。此后，北京市海淀区和朝阳区人民法院也先后设立知识产权审判庭。北京市高级人民法院还设立执行庭。1994年，北京市高级人民法院制定《办案规范》，经试行后，于1995年正式实施。1995年5月，北京市第一、第二中级人民法院正式成立。当年，全市各级人民法院普遍建立告诉申诉审判庭:06-07。

## 机构设置
- 审判委员会

### 内设机构
- 立案庭
- 刑事审判一庭
- 刑事审判二庭
- 未成年审判庭
- 民事审判一庭
- 民事审判二庭
- 民事审判三庭
- 行政庭
- 审判监督庭
- 申诉审查庭
- 执行局（含执行一庭、执行二庭、执行三庭）
- 赔偿办公室
- 研究室
- 督查办公室
- 审判管理办公室
- 诉讼服务办公室
- 政治部
- 干部处
- 组织宣传处
- 教育培训处
- 离退休干部处
- 监察室
- 办公室
- 档案处
- 司法行政装备管理处
- 信息技术处
- 新闻宣传办公室
- 工会
- 法警总队

## 历任领导
院长
1. 王斐然（1949年3月－9月，北平市人民法院院长；1949年9月－1955年2月，北京市人民法院院长；1955年2月－1958年8月，北京市高级人民法院院长）
2. 林彤（1958年8月－1962年6月）
3. 刘涌（1962年6月－1966年6月）
4. 郭步岳（1973年8月－1979年10月）
5. 张旭（1979年10月－1983年3月）
6. 薛光华（1983年3月－1985年11月）
7. 刘云峰（1985年11月－1993年2月）
8. 盛连刚（1993年2月－1998年1月）
9. 秦正安（1998年1月－2008年1月26日）[3]:30-33
10. 池强（2008年1月26日－2013年1月28日）[7]
11. 慕平（2013年1月28日－2016年1月14日）[8]
12. 杨万明（2016年1月14日－1月28日，副院长代理院长；2016年1月28日－2018年6月）[9][10]
13. 寇昉（2018年7月14日－2019年1月，副院长代理院长；2019年1月－）

副院长
- 贺生高（1951年4月－1955年3月，北京市人民法院副院长）[3]:30-33
- 万丹如（1955年2月－1966年6月）[3]:30-33
- 张士晶（1956年10月－1960年4月）[3]:30-33
- 吕岱（1960年6月－1966年9月）[3]:30-33
- 李放（1973年8月－1982年）[3]:30-33
- 李源（1973年8月－1978年）[3]:30-33
- 吴文藻（1973年8月－1983年10月）[3]:30-33
- 姜维新（1973年8月－1978年）[3]:30-33
- 李仁真（1973年8月－1978年）[3]:30-33
- 薛光华（1979年12月－1983年3月）[3]:30-33
- 李鸿秀（1978年8月－1985年10月）[3]:30-33
- 张冲霄（1981年6月－1986年1月）[3]:30-33
- 许汝藩（1983年3月－1988年3月）[3]:30-33
- 孙常立（1985年11月－1990年6月）[3]:30-33
- 唐占蕴（1985年11月－1996年12月）[3]:30-33
- 傅志人（1987年9月－1992年11月）[3]:30-33
- 张志坚（1990年8月－1998年6月）[3]:30-33
- 周智勇（1993年6月－1999年3月）[3]:30-33
- 慕平（1993年6月－1999年9月）[3]:30-33
- 陈春龙（1994年7月－2000年4月）[3]:30-33
- 嵇昆梅（1995年4月－2001年8月）[3]:30-33
- 王明达（1995年4月－1999年9月；2005年1月－2007年5月31日）[11][3]:30-33
- 郑刚（1998年6月－2003年2月）[3]:30-33
- 李克（1998年6月－2000年4月；2003年9月－2005年1月）[3]:30-33
- 王振清（1999年9月－2003年9月；2007年5月31日－2011年12月23日）[12][11][3]:30-33
- 王明（1999年9月－2006年10月10日）[13][3]:30-33
- 池强（2000年4月－2003年9月；2007年5月31日－2008年1月26日）[11][3]:30-33
- 张军（2001年8月－2002年7月）[3]:30-33
- 贺荣（2001年8月－2007年5月31日；2010年2月26日－2011年12月）[14][11][15][3]:30-33
- 马艾地（2003年9月－2007年3月30日）[16][3]:30-33
- 朱江（2003年9月－2010年2月26日；2014年9月26日－2016年11月25日）[17][18][15][3]:30-33
- 怀效锋（2005年12月－2007年3月30日）[16][19][3]:30-33
- 周继军（2006年10月10日－2013年7月26日）[13][19][3]:30-33
- 翟晶敏（2008年5月23日－2015年2月13日）[20][21]
- 孙力（2009年9月25日－2017年3月28日）[22][23]
- 于建伟（2010年7月30日－2013年7月26日）[19][24]
- 吉罗洪（2011年11月18日－2013年7月26日；2017年3月28日－）[19][25]
- 索宏钢（2011年11月18日－2013年7月26日）[19][25]
- 王明达（2013年7月26日－）[19]
- 吴在存（2013年7月26日－2015年7月24日）[26][19]
- 安凤德（2015年7月24日－）[26]
- 马强（2015年7月24日－）[26]

## 知名案例
- 太阳神集团诉可口可乐公司著作权侵权、不正当竞争纠纷案：太阳神集团发现台湾歌手张惠妹为雪碧录制的广告歌《日出》，抄袭了太阳神集团的企业主题曲《当太阳升起的时候》词、曲及主旋律。2005年2月，该院宣判可口可乐公司停止使用侵犯太阳神集团著作权词曲，并被要求在《法制日报》上，就其侵犯太阳神集团的广告歌曲行为，向太阳神集团刊登声明致歉；并支付赔偿金人民币44.5万元、鉴定费人民币2.5万元。该案是中国大陆企业起诉国际知名企业的一起较为典型的知识产权案件，也是中国企业首次对听觉识别系统知识产权维权的案例[27]。

## 对应中级人民法院/铁路运输中级法院/知识产权法院
- 北京市第一中级人民法院
- 北京市第二中级人民法院
- 北京市第三中级人民法院
- 北京市第四中级人民法院（北京铁路运输中级法院）
- 北京知识产权法院

## 中国共产党北京市高级人民法院党组
中国共产党北京市高级人民法院党组是中国共产党北京市委员会设立的党组。1955年3月，北京市高、中级人民法院和司法局设立“中国共产党北京市高中级人民法院司法局联合党组”。1956年6月, 北京市高级人民法院、中级人民法院和司法局分设党组。1958年10月, 撤销北京市中级人民法院党组, 设立“中国共产党北京市高中级人民法院党组”。1962年10月, 撤销高、中级人民法院和司法局党组, 又设立“中国共产党北京市高中级人民法院联合党组”。1973年7月, 成立党委。1979年12月, 改成党组。1995年5月, 分设北京市高级人民法院党组，北京市第一、第二中级人民法院党组。
历任党组书记：
1. 王斐然（1955年3月—1956年6月，北京市高中级人民法院司法局联合党组书记；1956年6月—1958年8月，北京市高级人民法院党组书记）
2. 林彤（1958年8月—10月，北京市高级人民法院党组书记；1958年10月—1962年6月，北京市高中级人民法院党组书记）
3. 刘涌（1962年6月—10月，北京市高中级人民法院党组书记；1962年10月—1966年6月，北京市高中级人民法院联合党组书记）
4. 郭步岳（1973年8月—1979年10月，北京市高中级人民法院党委书记）
5. 张旭（1979年10月—1983年3月，北京市高中级人民法院党组书记）
6. 薛光华（1983年3月—1985年11月，北京市高中级人民法院党组书记）
7. 刘云峰（1985年11月—1993年2月，北京市高中级人民法院党组书记）
8. 盛连刚（1993年2月—1995年5月，北京市高中级人民法院党组书记；1995年5月—1998年1月，北京市高级人民法院党组书记）
9. 秦正安（1998年1月—2008年1月）
10. 池强（2008年1月—2013年1月）
11. 慕平（2013年1月—2016年1月）
12. 杨万明（2016年1月—2018年6月）
13. 寇昉（2018年6月—）